# Kainuu
Kainuu je jedna z 19 finských provincií. Nachází se na východě části státu při státních hranicích s Ruskem. Sousedí s provinciemi Severní Savo, Severní Karélie a Severní Pohjanmaa. Správním střediskem je město Kajaani. Nejvyšším bodem celého kraje je Iso Tuomivaara o nadmořské výšce 387 m n. m. Stejně jako další finské provincie, má i Kainuu určené své symboly z ptačí říše, flóry, zvířat, ryb. Jsou jimi sojka zlověstná, vřes obecný a koruška evropská.

## Obce
V roce 2021 se provincie skládala z 8 obcí (finsky kunta). Ty byly seskupeny do dvou okresů (finsky seutukunta). V následujícím seznamu jsou města vyznačena tučným písmem.
- Hyrynsalmi
- Kuhmo
- Puolanka
- Kajaani
- Suomussalmi
- Paltamo
- Ristijärvi
- Sotkamo